# 克利本县 (阿肯色州)
克利本縣（英語：Cleburne County）是美国阿肯色州中北部的一個郡，面積1,533平方公里。根據2020年美國人口普查，共有人口24,711人。縣治赫伯斯溫泉（Heber Springs）。該縣成立於1883年2月20日，是該州最近成立的縣；縣名紀念美利堅聯盟國將領帕特里克·克利本（Patrick Cleburne）。
本縣為一禁酒的縣。